# Iris vicaria
Iris vicaria är en irisväxtart som beskrevs av Aleksei Ivanovich Vvedensky. Iris vicaria ingår i släktet irisar, och familjen irisväxter. Inga underarter finns listade i Catalogue of Life.